# Gavril Ivul
Gavril Ivul (n. 25 martie 1619, Caransebeș, Banatul de Lugoj-Caransebeș, Principatul Transilvaniei – d. 18 octombrie 1678, Cașovia, Regatul Ungariei) a fost un călugăr iezuit român, profesor de filosofie și teologie la Viena și Cașovia, care a jucat un rol important în propagarea Contrareformei din secolul al XVII-lea din Ungaria.

## Viața
S-a născut în Banatul de Lugoj-Caransebeș, care în aceea epocă făcea parte din Principatul Transilvaniei, ca fiu al unei familii de nobili valahi (români) din Caransebeș. A intrat în rândurile iezuiților în octombrie 1637, la Cașovia. A studiat inițial la Graz, apoi și-a obținut doctoratul în filosofie și teologie la Cașovia și la Viena. Începând din anul 1643 a predat 3 ani matematica, 6 ani filosofia și peste 20 de ani teologia în calitate de profesor ordinarius la universitățile din Viena și Cașovia, iar următorii 12 ani, până la moartea sa a fost numit ca studiorum praefectus (profesor secundar).
Principele Transilvaniei, Gheorghe Rákóczi al II-lea, l-a apreciat în mod deosebit pentru extraordinara lui cultură. Este considerat un urmaș al lui George Buitul, precum și al savanților bănățeni Ștefan Herce, Moise Peștișel, Ștefan Fogarasi și Francisc Fogarasi. A avut un rol important în mișcarea Contrareformei din secolul al XVII-lea. A murit în 18 octombrie 1687 la Cașovia.

## Opere
- Propositiones ex universa logica, Viena, 1654;
- Poesis lyricu. Viena, 1655;
- Philosophia, Viena, 1655;
- Philosophia Novella, Cașovia, 1661; Zagreb, 1663;
- Theses et Antitheses Catholicorum & Acatholicorum. De Visibili Christi In Terris Ecclesia. Ex Solo Verb. Dei. Publicae dissertationi propositae... a R. D. Joanne Debrödi, ... Praeside R. P. Gabriel Ivul ... Cașovia, 1667;
- Historica Relatio Colloquii Cassoviensis De Indice Controversiarum Fidei, Praeside R. P. Gabriele Ivul...Respondente...Stephano Renyes Varadiensi...habiti, cum Dn. Elia Lodivero...& M. Isaaco zabanio...Anno 1666 die 25. Junii tota; & 26. usque ad meridiem. Bona tide & conscientia inculpata a Scriptoribus in Actu dispositionis excerpta & in Judicium Lutheran. ac Pontif. A Confessore Veritatis Anno C. 1679. exhibita, Cluj, 1679;
- Lapis Lydius, Cașovia, 1671 (după De Backer și Stoeger această scriere a fost atribuită greșit lui Ivul de K. Szabó).

## Memoria
O stradă din Caransebeș îi poartă numele.